# كوتشي (اليابان)
محافظة كوتشي (باليابانية:  高知県, كوتشي-كين) هي إحدى محافظات اليابان تقع في جزيرة شيكوكو, عاصمتها مدينة كوتشي.

## توأمة
لكوتشي (اليابان) اتفاقيات توأمة مع كل من:
- بينغويت (28 يوليو 1975 - )[4]
- آنهوي (8 نوفمبر 1994 - )[4]
- توتوري
- جولا الجنوبية

## معرض صور

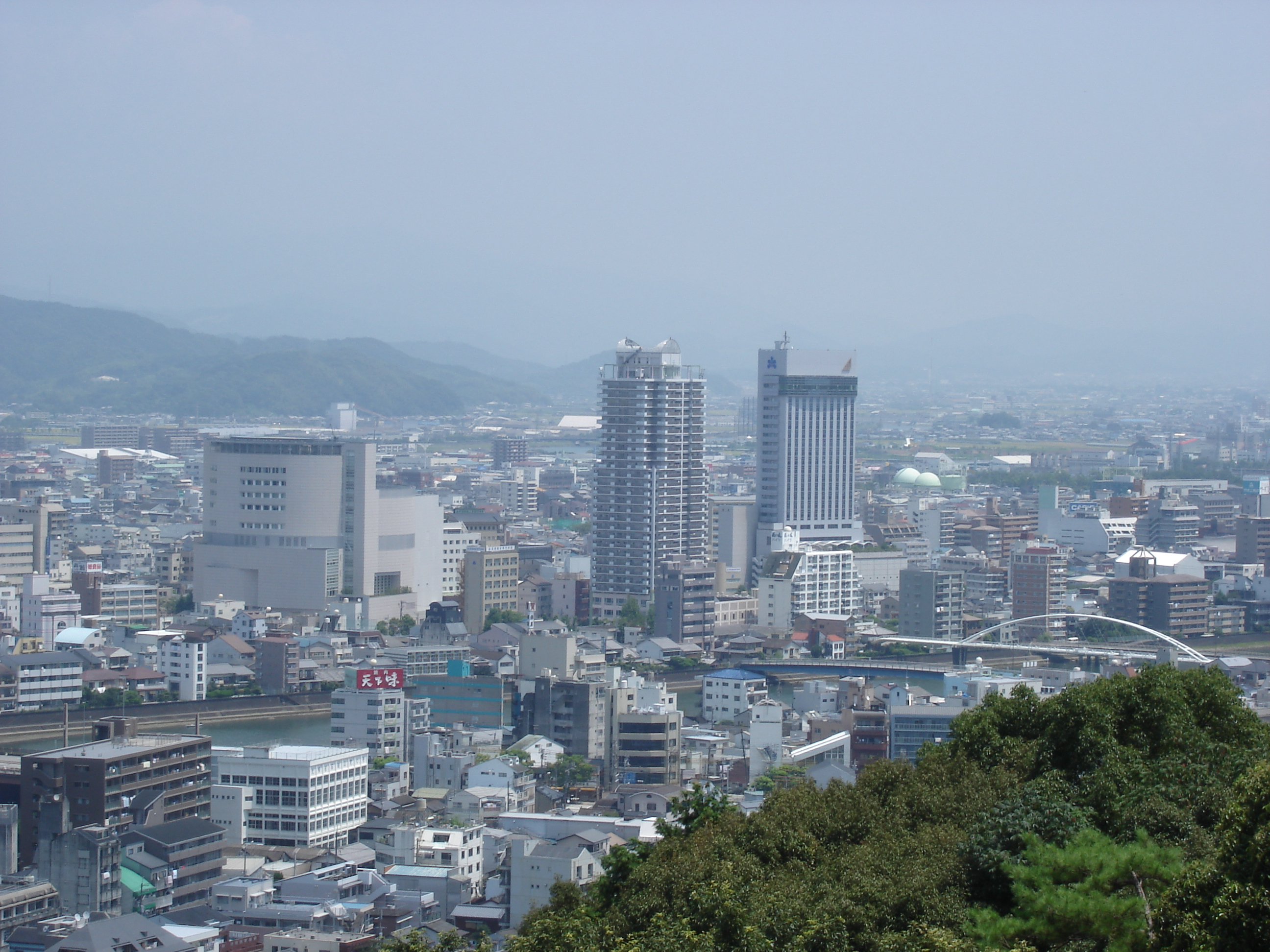
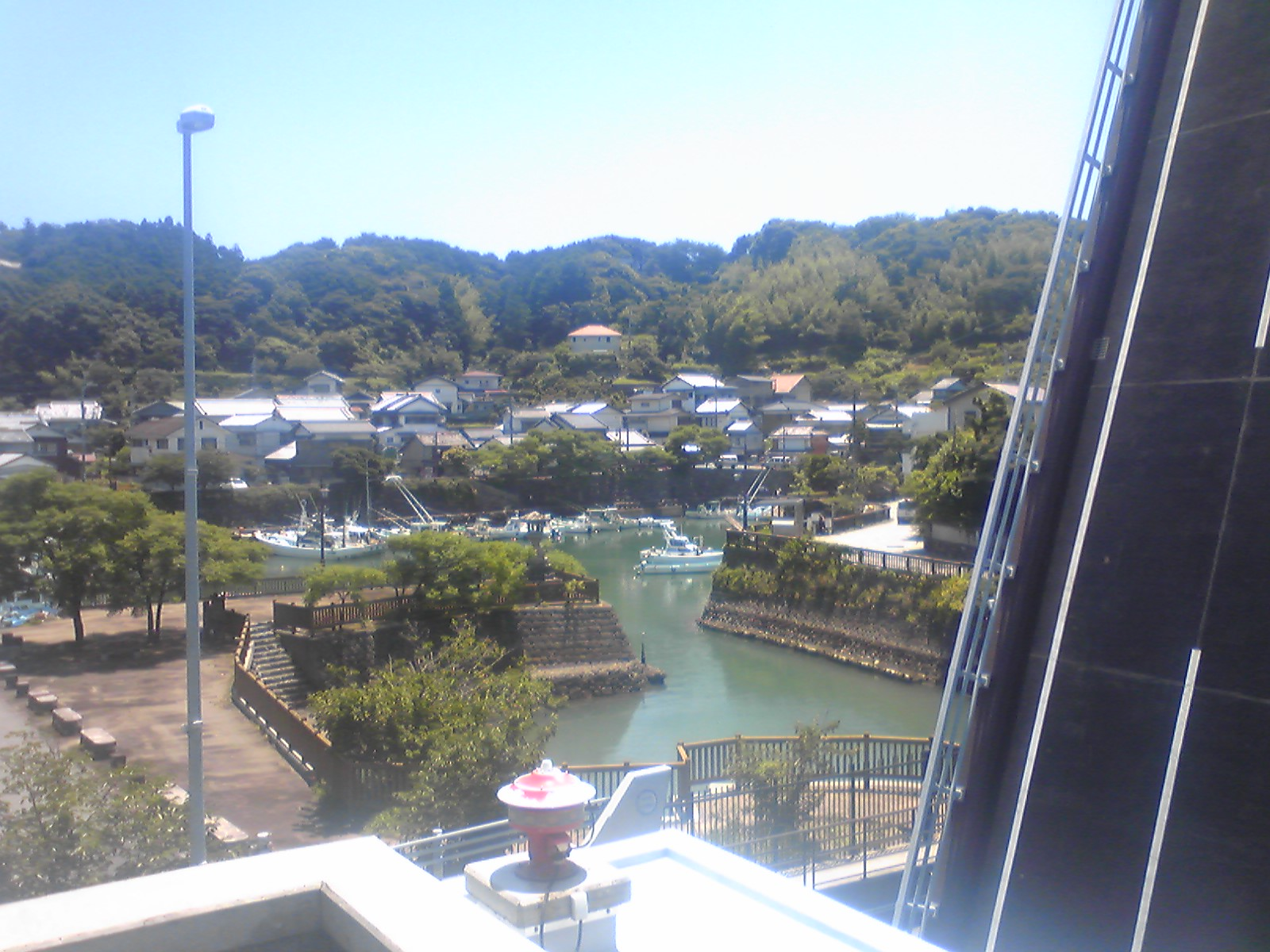
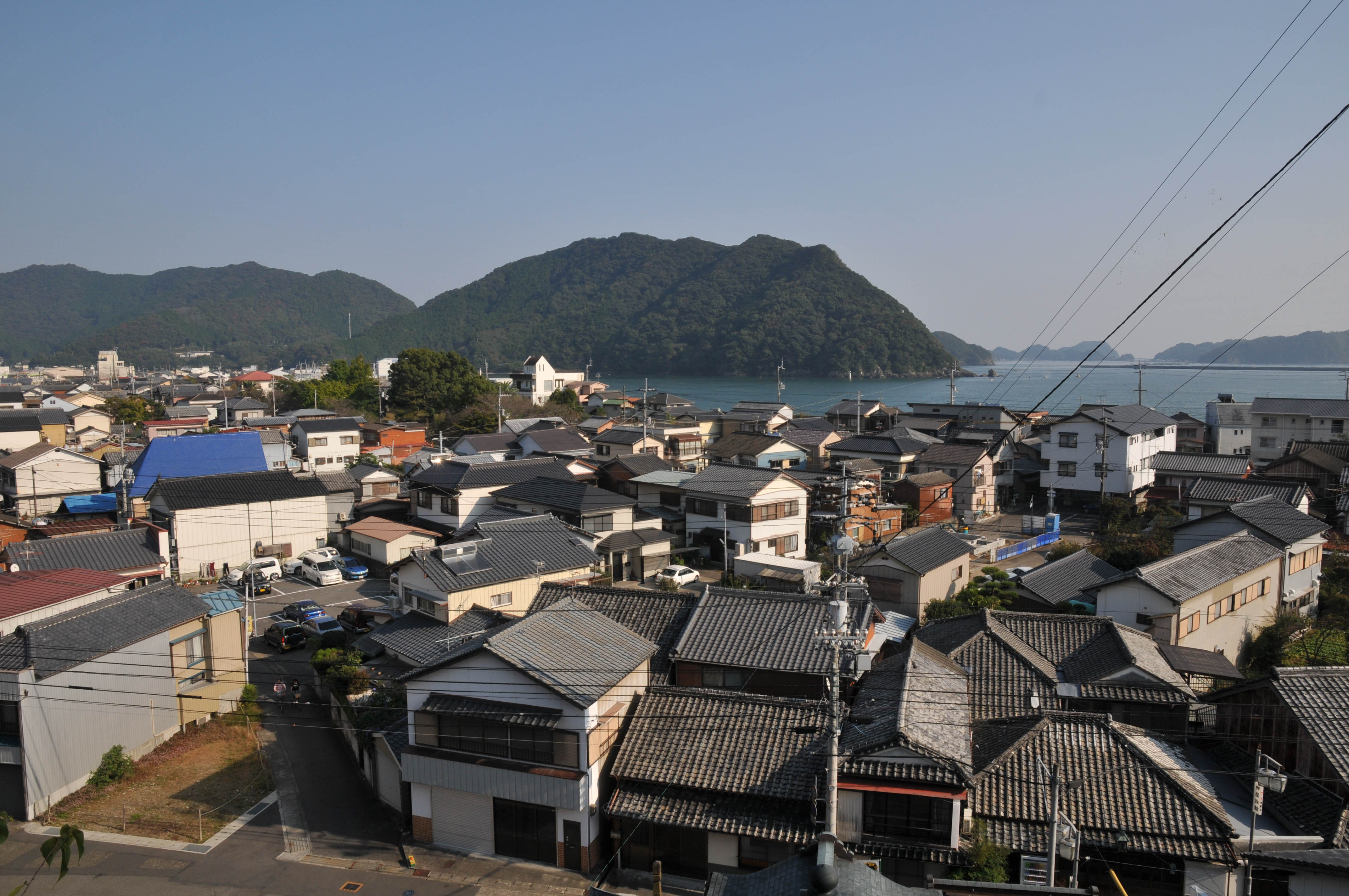
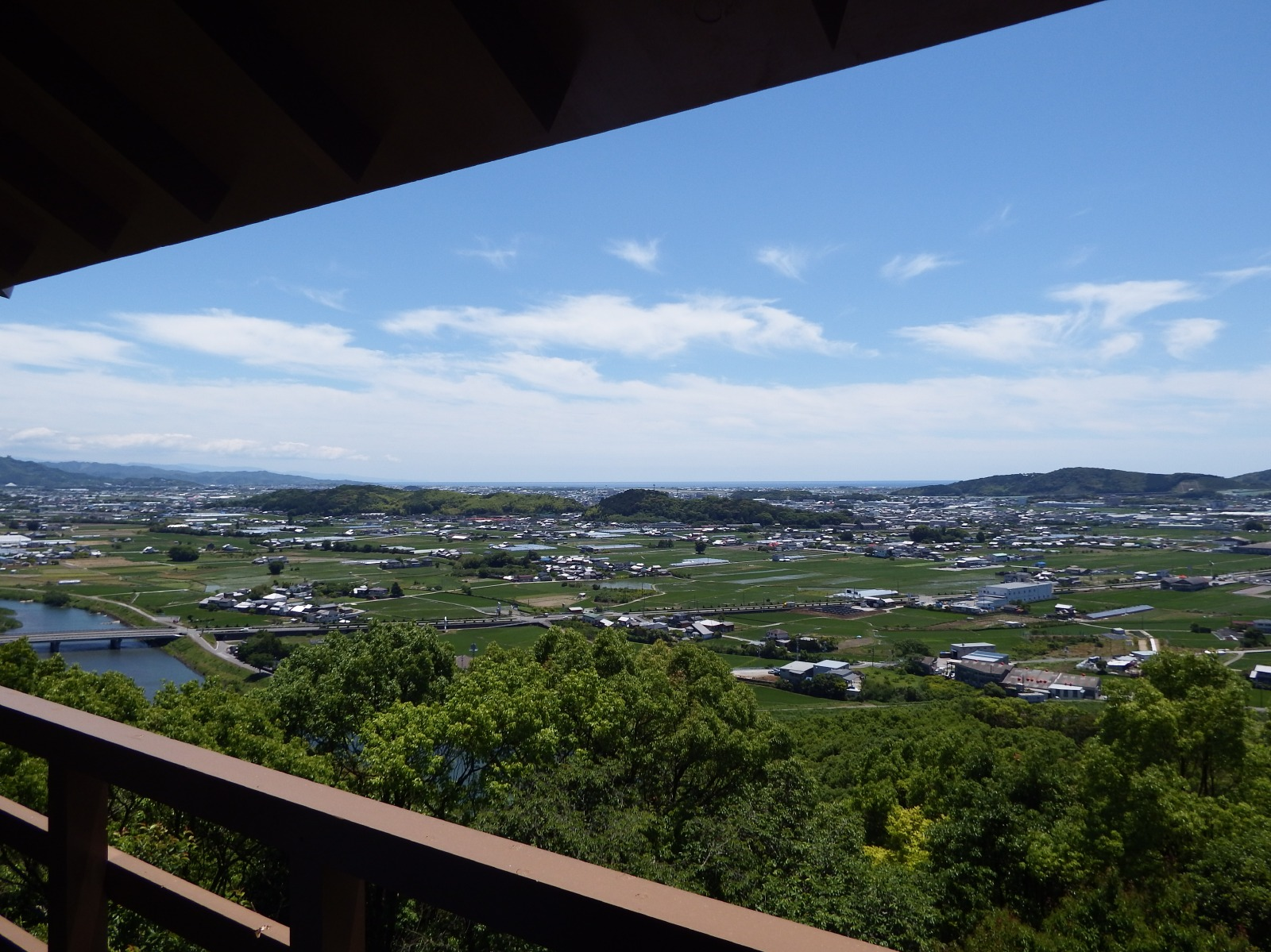
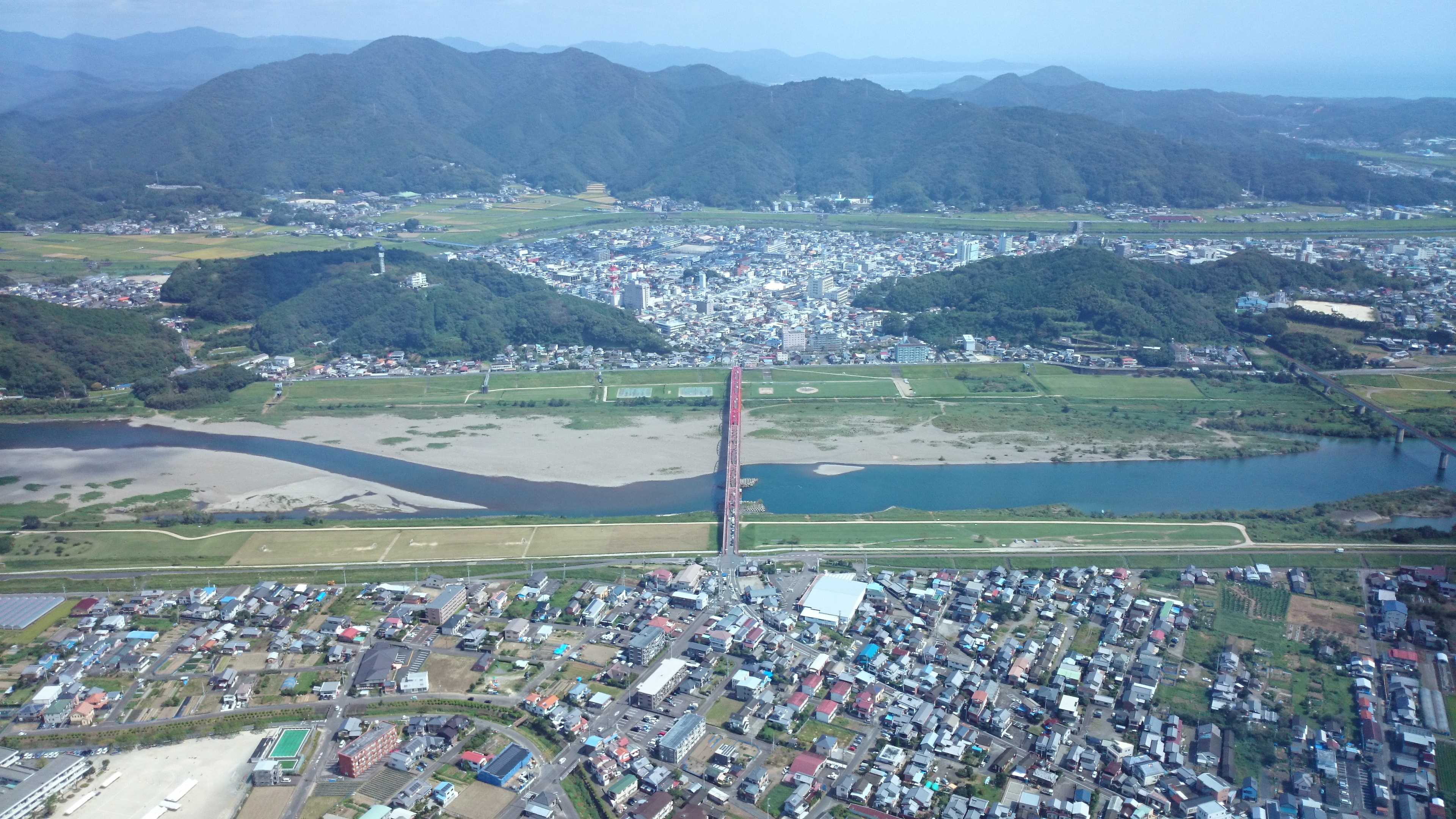
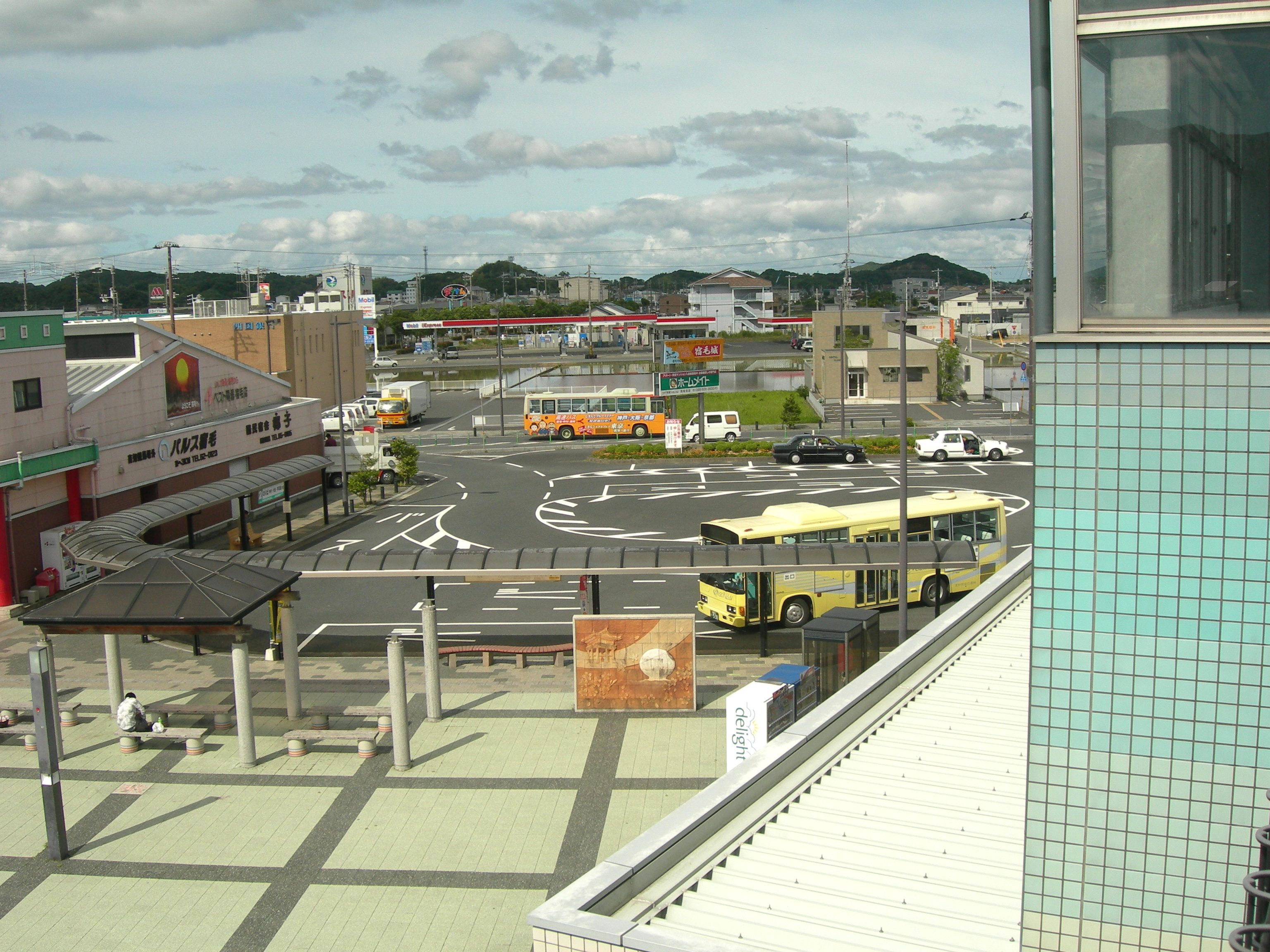

## أعلام
- كوجي يوشيمورا
- تاكايوكي يوكوياما
- كيجي يوشيمورا
- تايسي فوجيتا
- كوسيإي كيتاأتشي